# تمارا سوجو
تمارا سوجي روا (بالإسبانية: Tamara Sujú) هي محامية جنائية فنزويلية وأخصائية في حقوق الإنسان، ومؤسّسة للعديد من المنظمات غير الحكومية، بما في ذلك مؤسسة الوعي الوطني الجديد، وداماس أون بلانكو في فنزويلا، ومؤسسة Fundapresos وهي منظمات تقدم مساعدة قانونية للسجناء الذين عملوا في فنزويلا من عام 2002 إلى عام 2006. تشفل سوجو حالياً منصب المديرة التنفيذية لمرصد حقوق الإنسان، سنترو أمريكا اللاتينية لاتينا (CASLA)، الذي يقع مقره في جمهورية التشيك، والمنسق الدولي للفورومولار فينيزولانو، وكاتب عمود في كجلة معهد لا رازون في فنزويلا.
اتهم المسؤولون الحكوميون سوجو بارتكاب أعمال تزعزع الاستقرار، وأشاروا إليها على أنها ابنة شقيق الجنرال أوزوالدو سوجو، المتورط في محاولة انقلاب فنزويلا عام 2002. أعلن نيكولاس مادورو عندما كان رئيس الجمعية الوطنية أن تمارا «خانت الوطن» وأنها كانت عميلة هامة لوكالة المخابرات المركزية. طلبت تمارا في أغسطس 2014 اللجوء السياسي إلى براغ بعد خوفها على «حريتها وسلامتها البدنية». منحت حكومة جمهورية التشيك تمارا وضع الحماية الدولية لمدة عشر سنوات قابلة للتجديد في 24 نوفمبر.
قامت تمارابصفتها محامية بإعادة تسجيل حالات التعذيب المُسجلة في فنزويلا بين عامي 2002 و2014 وإضفاء الطابع الرسمي لطلب ضد نيكولاس مادورو في المحكمة الجنائية الدولية في يوليو 2016. دعى معهد البلدان الأمريكية للديمقراطية سوجو في 5 أبريل 2017 للإدلاء بشهادتها حول قضايا التعذيب في فنزويلا ومدى انخراط الحكومة في ذلك الأمر. بدأت تمارا شهادتها ب65 حالة عندما قدمت أمام المحكمة، وازداد العدد في مايو 2017.
في 14 سبتمبر 2017، شهدت تماراخلال أول مشاركة لمنظمة الدول الأمريكية (OAS) لتحليل الجرائم المحتملة ضد الإنسانية في البلاد بالحديث عم حوالي 289 من حالات التعذيب، بما في ذلك الحالات التي حدثت خلال عام احتجاجات فنزويلا عام 2017 و192 حالة تعذيب جنسي.